# Crique du Navire

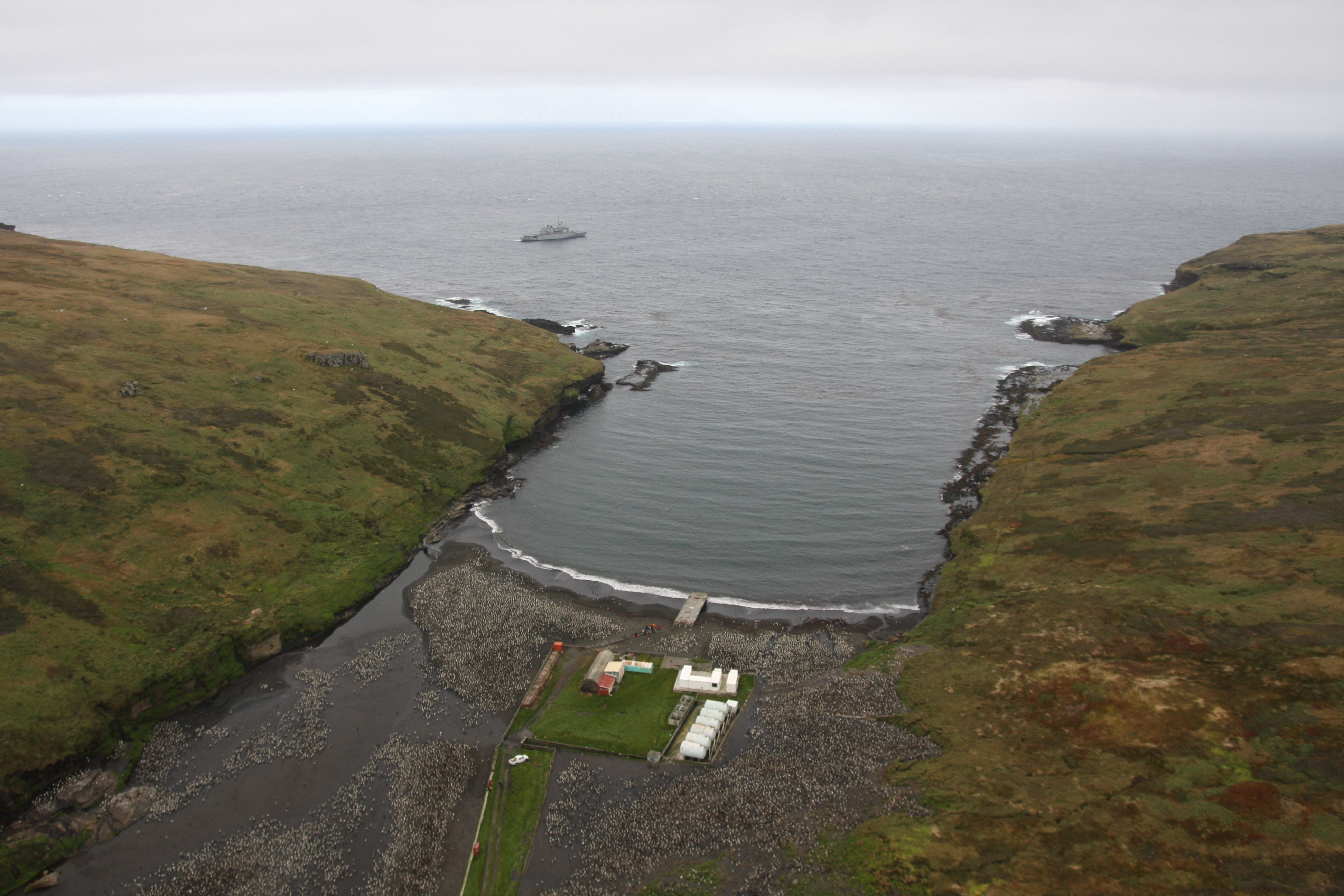
Vue aérienne de la crique du Navire et de la baie du Marin, au premier plan les installations de Port-Alfred.

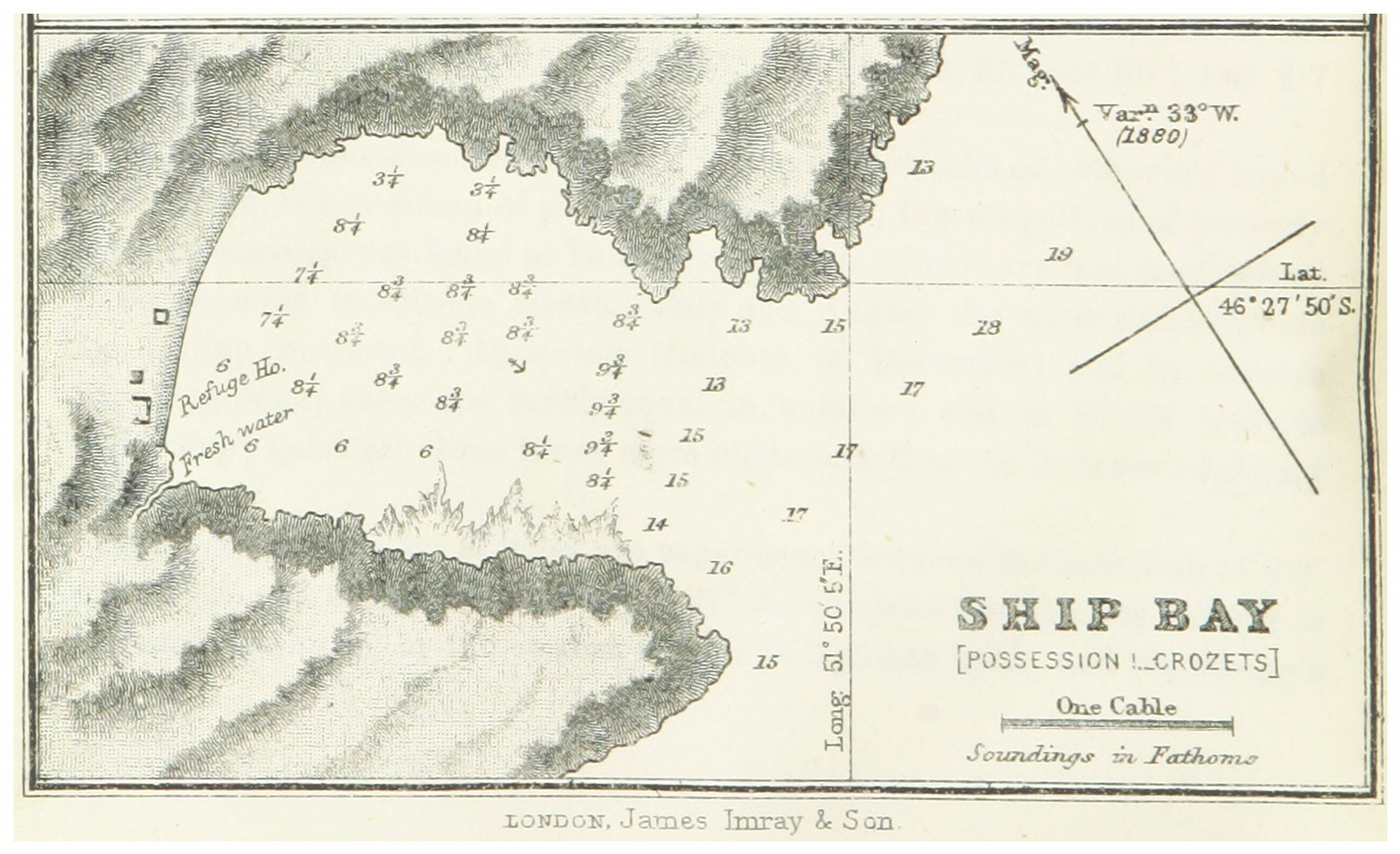
Carte de la crique du Navire (Ship Bay) en 1893

La crique du Navire est une petite baie de l'océan Indien formée par la côte orientale de l'île de la Possession, l'une des îles Crozet, dans les Terres australes et antarctiques françaises. C'est le principal abri naturel de cette île, bien protégé des vents dominants de secteur ouest.
La crique du Navire s'ouvre au fond d'une baie plus vaste, la baie du Marin, dont elle constitue la partie occidentale.
La plage sablonneuse située au fond de la crique accueille une colonie de manchots royaux nommée la Grande Manchotière. C'est sur cette plage, à proximité de l'embouchure de la rivière du Camp qui se déverse dans l'angle nord-ouest de la crique, que la première mission scientifique menée par Alfred Faure en 1961 installa le campement de Port-Alfred, avant la construction de la base Alfred-Faure sur le plateau situé immédiatement au sud.
Le premier plan de la crique, alors nommée Baie du Navire en français, ou Ship Bay en anglais, fut dressé lors du passage de la corvette française l'Héroïne, commandée par Jean-Baptiste Cécille, en novembre 1837.
En décembre 1873, l'expédition du Challenger séjourne brièvement dans cette crique.